# Cramer von Clausbruch

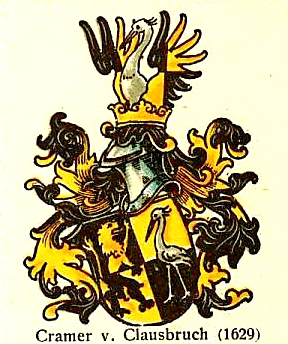
Wappen derer Cramer von Clausbruch

Cramer von Clausbruch ist der Name eines alten Stadtgeschlechts der Reichsstadt Eger, dessen direkte Stammreihe mit Rüdelein Kramer (Crahamer, Cramer), Bürger zu Eger, um das Jahr 1300 beginnt und das sich seit dem 16. Jahrhundert nach Kursachsen, Niedersachsen und dem Rheinland verbreitete.

## Geschichte
Zwei Brüder, Erasmus und Caspar Kramer, Bürger zu Eger, erhielten 1541 einen Wappenbrief. 
Die ursprünglich in Hattingen ansässige Kaufmannsfamilie Cramer kam im Laufe des 16. Jahrhunderts in drei Familienlinien zu erheblichem Wohlstand:
Heinrich Cramer, ab 1571 Cramer von Clausbruch, ließ sich erst in den Niederlanden und danach in Kursachsen nieder und brachte es durch Unternehmertum und Spekulationen zu einem der reichsten Handelsherren und Landbesitzer in Sachsen. 1578 erwarb er Schloss Meuselwitz.
Sein Bruder Dietrich, ebenfalls 1571 nobilitiert, begründete ein Handelshaus in Köln und den Niederlanden, das in den Folgegenerationen auch in den norddeutschen Raum expandierte. 
Ein weiterer Bruder von Heinrich und Dietrich war Schuhmachermeister in Köln und hatte einen Sohn Ruprecht, der ebenfalls in das Handelsgewerbe nach Beispiel seiner Onkel einstieg und in Goslar ein Vitriolgeschäft begründete. Dessen Sohn Henning Cramer von Clausbruch wurde dort 1620 Ratsherr, übernahm 1625 das Familiengeschäft und amtierte in den Wirren des Dreißigjährigen Krieges von 1626 bis 1646 als Bürgermeister der freien Reichsstadt, wobei seine kaiserliche Gesinnung ihn oft in Schwierigkeiten brachte. Kaiser Ferdinand II. erhob ihn und seine Brüder Johann und Heinrich 1629 in den Reichsadelsstand als Cramer von Clausbruch und Ferdinand III. belehnte ihn 1638 mit Werlaburgdorf.

## Adelserhebungen
- Kaiserlicher Wappenbrief am 17. Mai 1541 in Regensburg für die Brüder Erasmus und Caspar Kramer, beide Bürger zu Eger.
- Reichsadelsstand mit Wappenbesserung am 10. September 1571 in Wien für die Brüder Heinrich und Dietrich (Cramer) von Claußpruck.
- Reichsadelsstand mit Namensmehrung „von Clausbruch“ am 30. Januar 1629 in Wien für Henning Cramer, Bürgermeister der Reichsstadt Goslar, und für seine Brüder Johann und Heinrich Cramer.

## Wappen (1629)
Gespalten; rechts in von Schwarz und Gold geteiltem Feld ein einwärts gekehrter Löwe verwechselter Farbe, links in von Gold und Schwarz geteiltem Feld ein einwärts gekehrter Kranich natürlicher Farbe. Auf dem Helm mit schwarz-goldenen Decken der Kranich wachsend zwischen zwei von Schwarz und Gold übereck geteilten Adlerflügeln.

## Namensträger
- August Cramer von Clausbruch (1854–1927), Kammerherr und Zeremonienmeister des Herzogs von Braunschweig
- Heinrich Cramer von Clausbruch (1515–1599), deutscher Kaufmann
- Henning Cramer von Clausbruch (1584–1646), deutscher Handelsherr, Diplomat und Bürgermeister von Goslar (1626–1646)
- Peter Josef Cramer von Clauspruch (1752–1820), deutscher Priester und Offizial im Erzbistum Köln
- Rudolf Cramer von Clausbruch (1864–1916), deutscher Regimentskommandeur
- Rudolf Cramer von Clausbruch (1899/1900–1979), deutscher Pilot und Atlantikflieger
- Wolfram Cramer von Clausbruch (* 1962), deutscher Musiker